# Williamsburg (Brooklyn)

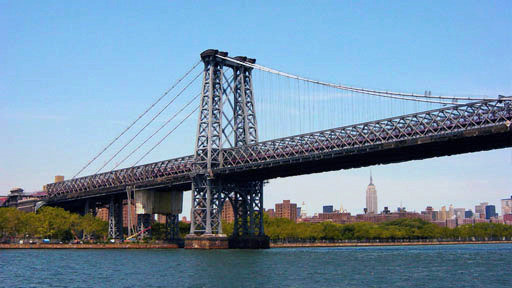
Ponte Williamsburg que faz ligação entre o bairro de Brooklyn e o Lower East Side de Manhattan.

Williamsburg é um bairro do distrito de Brooklyn, Nova Iorque, que faz fronteira com Greenpoint a norte, com Bedford-Stuyvesant a sul, Bushwick e Ridgewood a este, e Rio East a oeste. O bairro faz parte do Conselho Comunitário 1 de Brooklyn e é servido pelo New York City Police Department (NYPD). Na Câmara Municipal, a parte ocidental e meridional da vila são representados pelo 33.º distrito, e a zona este pelo 34.º.